# Дерматофилиазы
Дерматофилиазы (лат. Dermatophiliases) — энтомозы, вызываемые блохами и характеризующийся дерматозом. Наибольшее значение имеет пуликоз и саркопсиллёз.

## Патогенез
Слюна блох вызывает появление эритематозной, выпуклой, зудящей папулы. Многократное расчесывание может привести к вторичному инфицированию, сопровождающемуся появлением пустул или язв.
Чувствительность к укусам блох может быть различной — от минимальной, до резко выраженной (у детей, женщин с резко раздражимой кожей). После укуса блохи появляется зудящее белое или красное пятно, нередко волдырь с точечной геморрагией в центре, которая остаётся в течение суток и более. При множественных укусах обилие множественных геморрагий может симулировать пурпуру. Высыпания могут быть сгруппированными. Общее состояние обычно не нарушено. При множественных укусах у детей могут быть кратковременные общие явления (возбуждение, беспокойство, субфебрильная температура, астмоидное дыхание, понос, лихорадка).
Возбудителями дерматофилиаза могут быть различные блохи (Aphaniptera). Наибольшую опасность для человека представляют человеческая блоха, вызывающая изменения кожи, именуемые пуликозом, а также собачья, крысиная, верблюжья, овечья и птичья блохи. Укус человеческой блохи вызывает сразу же ощущение колющей боли, а затем локального жжения и зуда. Затем появляются эритематозное пятно размером с чечевицу или волдырь с геморрагической точкой в центре. Через несколько часов пятно (волдырь) исчезает, в то время как точечная геморрагия остается ещё несколько дней.
У людей с повышенной возбудимостью, особенно предрасположенных к аллергическим реакциям, нередко по всему телу появляется уртикарная сыпь типа крапивницы. В результате расчёсов возможны вторичная импетигнизация, развитие фурункулов и даже абсцессов.
Многие виды блох могут активно нападать на человека, но при этом охотно пьют кровь не все. Человеческая блоха, а также блохи кошек, домовых мышей и серых крыс могут кусать человека. Кровососание может длиться от 1 до 20 минут. При укусах блохи оказывают механическое, а также токсическое воздействие. Прокалывая колюще-сосущим ротовым аппаратом кожу жертвы, блоха не только вызывает болевые ощущения, но также выделяет в ранку свою слюну, содержащую гемолитические токсины. Эти токсины могут вызывать различные аллергические реакции, иногда очень тяжёлые, и дерматиты. Причём, дети до 10 лет более чувствительны к укусам блох, чем взрослые люди.

## Передача инфекций при укусах
Блохи через укусы передают человеку такие трансмиссивные болезни, как чуму, тиф (крысиный); псевдотиф мышей; псевдотуберкулез; листериоз; туляремию; брюшнотифозные инфекции; риккетсиозы. Блохи — промежуточные хозяева ленточного гельминта Dipylidium caninum (см. Дипилидиоз).

## Лечение
Необходимо с соблюдением мер асептики осторожно удалить паразитов, а затем обработать ранку дезинфицирующим средством. При зуде назначают обтирание 1—2% раствором ментоловым или салициловым спиртом. При присоединении вторичной инфекции применяют анилиновые красители

## Дерматофилиазы домашних животных
Блохи поражают собак, кошек, других домашних животных, вызывая такие болезни, как вермипсиллёз. На собаках паразитирует собачья блоха Ctenocephalus canis, на кошках — кошачья блоха Ctenocephalus felis. Их укусы вызывают у животных зуд, аллергию, расчесы кожи (см. Блошиный аллергический дерматит).